# Polygone de Tchija
Le polygone de Tchija (russe : полигон «Чижа»), est une zone d'impact des missiles balistiques intercontinentaux russes située sur la péninsule de Kanine dans le district autonome de Nénétsie au nord de la Russie. 
Le village de Tchija est situé sur le fleuve Tchija, qui se jette dans la mer de Barents sur la côte occidentale de la péninsule de Kanine. Un aérodrome est situé à proximité, ainsi qu'une station de surveillance à 67° 04′ 11″ N, 44° 18′ 21″ E. Le polygone de Tchija est situé à la pointe du cap Kanine, à 180 km au nord.
Le 7 août 2007, le sous-marin nucléaire lanceur d'engins russe du projet 667BDR « Kalmar » (code OTAN : classe Delta III) K-211 Petropavlovsk-Kamtchatski, essaie son système d'armes D-9R et lance avec succès un missile balistique RSM-50 depuis le Pacifique.
Le 19 octobre 2012, le sous-marin russe K-433 Sviatoï Gueorgui Pobedonosets (lui aussi de la classe Delta III) tire un missile R-29R en direction du polygone de Tchija. Le sous-marin se trouvait alors en mer d'Okhotsk, près de l'océan Pacifique, à 6 000 km de distance,,. Le même sous-marin avait déjà tiré des missiles balistiques en direction de Tchija le 28 octobre 2010 et le 9 octobre 2009,.
Le 8 mai 2014, dans le cadre d'un exercice anti sous-marins de la triade nucléaire russe, le K-223 Podolsk déjoue les navires anti sous-marins chargés de sa détection et tire — en plongée — un missile balistique depuis la mer d'Okhotsk vers le polygone de Tchija.